# Mochidome Shinsaku
Shinsaku Mochidome (sinh ngày 29 tháng 4 năm 1988) là một cầu thủ bóng đá người Nhật Bản.

## Sự nghiệp câu lạc bộ
Shinsaku Mochidome đã từng chơi cho Ehime FC, V-Varen Nagasaki, Kamatamare Sanuki và SP Kyoto FC.